# إي. جون إليس
إي. جون إليس (بالإنجليزية: E. John Ellis)‏ هو محامي وسياسي أمريكي، ولد في 15 أكتوبر 1840 في الولايات المتحدة، وتوفي في 25 أبريل 1889 في الولايات المتحدة. حزبياً، نشط في الحزب الديمقراطي. وقد انتخب عضو مجلس النواب الأمريكي.